# 정의역

함수 이다. 빨간색 점의 집합 X는 함수 f의 정의역이다.

수학에서, 어떤 함수의 정의역(定義域, 영어: domain)은 함수가 그 위에 정의된 집합이다.

## 정의
수학에서, 함수 {\displaystyle f\colon X\to Y}는 집합 {\displaystyle X}의 각 원소에 대하여 {\displaystyle Y}의 한 원소를 대응시키는 수학적 대상이다. 이 경우 {\displaystyle X}를 {\displaystyle f}의 정의역이라고 한다. 반면, {\displaystyle Y}는 {\displaystyle f}의 공역이다.

## 예
함수 {\displaystyle f}가 두 집합
{\displaystyle X=\{1,2,3\}}
{\displaystyle Y=\{1,2,3,4,5,6,7,8,9,10\}}
과 그 사이의 관계
{\displaystyle f(1)=2}
{\displaystyle f(2)=4}
{\displaystyle f(3)=6}
로 이루어졌다고 하자. (이 관계는 간단히 {\displaystyle f(n)=2n}으로 적을 수 있다.) 그렇다면, 함수 {\displaystyle f}의 정의역은 {\displaystyle X}이다. (공역은 {\displaystyle Y}, 치역은 {\displaystyle \{2,4,6\}}이다.)
정의역과 공역이 실수의 집합 {\displaystyle \mathbb {R} }의 부분집합인 경우, 간혹 정의역과 공역을 생략하기도 한다. 예를 들어,
{\displaystyle f(x)={\frac {1}{x}}}
는 정의역이 {\displaystyle \{x\in \mathbb {R} \colon x\neq 0\}}인 함수를 나타낸다. 마찬가지로,
{\displaystyle g(x)=x-1}
은 정의역이 {\displaystyle \mathbb {R} } 전체인 함수를 나타내며,
{\displaystyle h(x)={\sqrt {x}}}
는 정의역이 {\displaystyle \{x\in \mathbb {R} \colon x\geq 0\}}인 함수를 나타낸다. 세 함수의 합성
{\displaystyle h(g(f(x)))={\sqrt {{\frac {1}{x}}-1}}}
의 자연스러운 정의역은 분수의 분모가 0이 아니게 되고 ({\displaystyle x\neq 0}), 제곱근을 가하는 수가 음이 아니게 되는 ({\displaystyle 1/x-1\geq 0}) 실수 {\displaystyle x}의 집합이며, 이는 {\displaystyle \{x\in \mathbb {R} \colon 0<x\leq 1\}}이다.

## 같이 보기
- 공역
- 상 (수학)
- 소박한 집합론
- 치역
- 지지집합